# Tändsticksmuseet
Tändsticksmuseet är ett fabriksmuseum i Jönköping.
Tändsticksmuseet sägs vara det enda i världen som har tändstickor som huvudtema. Det är beläget på Tändsticksgränd i den byggnad som från 1848 inrymde Jönköpings första tändsticksfabrik. Maskiner och produkter visas och människorna bakom produkten levandegörs, bland annat med hjälp av bildspel. Tändsticksaskar och -etiketter, affischer och böcker hjälper till att föra besökaren tillbaka till tändsticksindustrins storhetstid, en intressant resa från mitten av 1800-talet fram till modern tid.